# Авджылар
Авджылар (Авджилар, тур. Avcılar) — район провинции Стамбул (Турция), часть города Стамбул.

## История
До второй половины XX века Авджылар оставался небольшой деревней, бурный рост начался лишь в 1980 годах. 27 мая 1992 года примыкающая к Авджылару территория была выделена из района Кючюкчекмедже в отдельный район. В настоящее время в районе размещается один из кампусов Стамбульского университета.
Район сильно пострадал во время землетрясения 1999 года.

## Экономика
В 1970 году в Авджылар перенесла свою штаб-квартиру «Zorlu Holding» — третья по величине финансово-промышленная группа Турции, контролирующая свыше 50 компаний национального значения. На территории района находится Амбарлы Лиманы — крупнейший порт Турции, через который идёт 38 % её импорта и экспорта.